# Pedro Romero Basart
Pedro Romero Basart (Santiago de las Vegas, Cuba, 19 de enero de 1881 - Madrid, 7 de febrero de 1962) fue un militar y miembro de la Guardia Civil español. En julio de 1936 estaba al frente de la Comandancia de la Guardia Civil en la provincia de Toledo y fue uno de los organizadores de la sublevación en la provincia y de los oficiales de mayor rango que defendió el Alcázar de Toledo. Tras la guerra, fue subdirector de la Guardia Civil. Su hermano Luis Romero Basart abrazó también la carrera militar pero adoptó posiciones revolucionarias y combatió del lado republicano en la Guerra Civil.

## Biografía
Nació en 1881 en Cuba, aún colonia española, donde estaba destinado su padre, Pedro Romero Paredes, teniente de la Guardia Civil. Su madre era cubana y se llamaba Eloísa Basart Diez.
En 1897 ingresó en la Academia de Infantería de Toledo, de la que se graduó en 1898, con el grado de segundo teniente, destinado en el Batallón de Cazadores Estella n.º 14. En 1902 se incorporó a la Guardia Civil. Dos años después contrajo matrimonio con Pilar Castro Rodríguez. En 1914 ascendió a capitán, en 1924 a comandante. y en 1931 a teniente coronel.
En 1929 formaba parte de la Agrupación Militar Republicana (A. M. R.), junto con Arturo Menéndez López, Juan Hernández Saravia, Ramón Franco, y otros militares.
Sin embargo, su actuación posterior fue contraria a la República. Así, en agosto de 1932 se encontraba destinado en Jerez de la Frontera, en la primera comandancia del 28 Tercio. Durante el fallido golpe de Estado protagonizado por el general Sanjurjo el 10 de agosto (conocido como la «Sanjurjada»), Romero Basart y su el subinspector del 28 Tercio, el coronel Roldán Trápaga, sublevaron a los guardias civiles a sus órdenes, ocuparon el ayuntamiento de Jerez y detuvieron al alcalde y varios concejales. Con el fracaso del golpe, quedó en situación de disponible gubernativo (si bien otras fuentes afirman que estuvo entre los que, en aplicación de la Ley de Defensa de la República, fueron deportados en septiembre de 1932 a Villa Cisneros). En enero de 1934 se celebró el consejo de guerra por el fallido golpe de Estado. En su escrito de conclusiones, la fiscalía, dirigida por el Fiscal de la República, Anguera de Sojo, había solicitado para Romero Basart la pena de reclusión perpetua. Al igual que su jefe, el coronel Roldán Trápaga, manifestó que se habían limitado a cumplir las órdenes recibidas desde Sevilla. Finalmente el fiscal retiró la acusación y Romero Basart fue absuelto, reintegrándose en la Guardia Civil (terminada la Guerra Civil, en 1940, el régimen franquista le otorgaría la Medalla de Sufrimientos por la Patria, por haber estado más de tres meses en prisión por su implicación en la Sanjurjada).
En 1936 estaba al frente de la Comandancia de la Guardia Civil de Toledo. lugar donde se ubicó el núcleo conspirador que organizó la sublevación de julio contra el gobierno de la República en la provincia. Meses antes, Romero Basart instruyó a todos los comandantes de puesto de la benemérita en la provincia para que, a la recepción de la consigna «Siempre fiel a su deber», se dirigieran, con familias y pertrechos, primero a las cabeceras de línea y luego a la capital. Toledo carecía de contingentes militares de importancia y era la Guardia Civil el cuerpo armado más numeroso presente en la provincia. El día 21 de julio, la práctica totalidad de las fuerzas de la Guardia Civil estaban concentradas en Toledo, donde se había declarado el estado guerra. Ante la llegada de columnas leales al gobierno de la República, las fuerzas sublevadas se atrincheraron en el Alcázar de Toledo, donde permanecieron hasta el 28 de septiembre, cuando las columnas franquistas levantaron el sitio. Acompañaron a Romero Basart su esposa y sus hijas María del Carmen y María de la Luz.

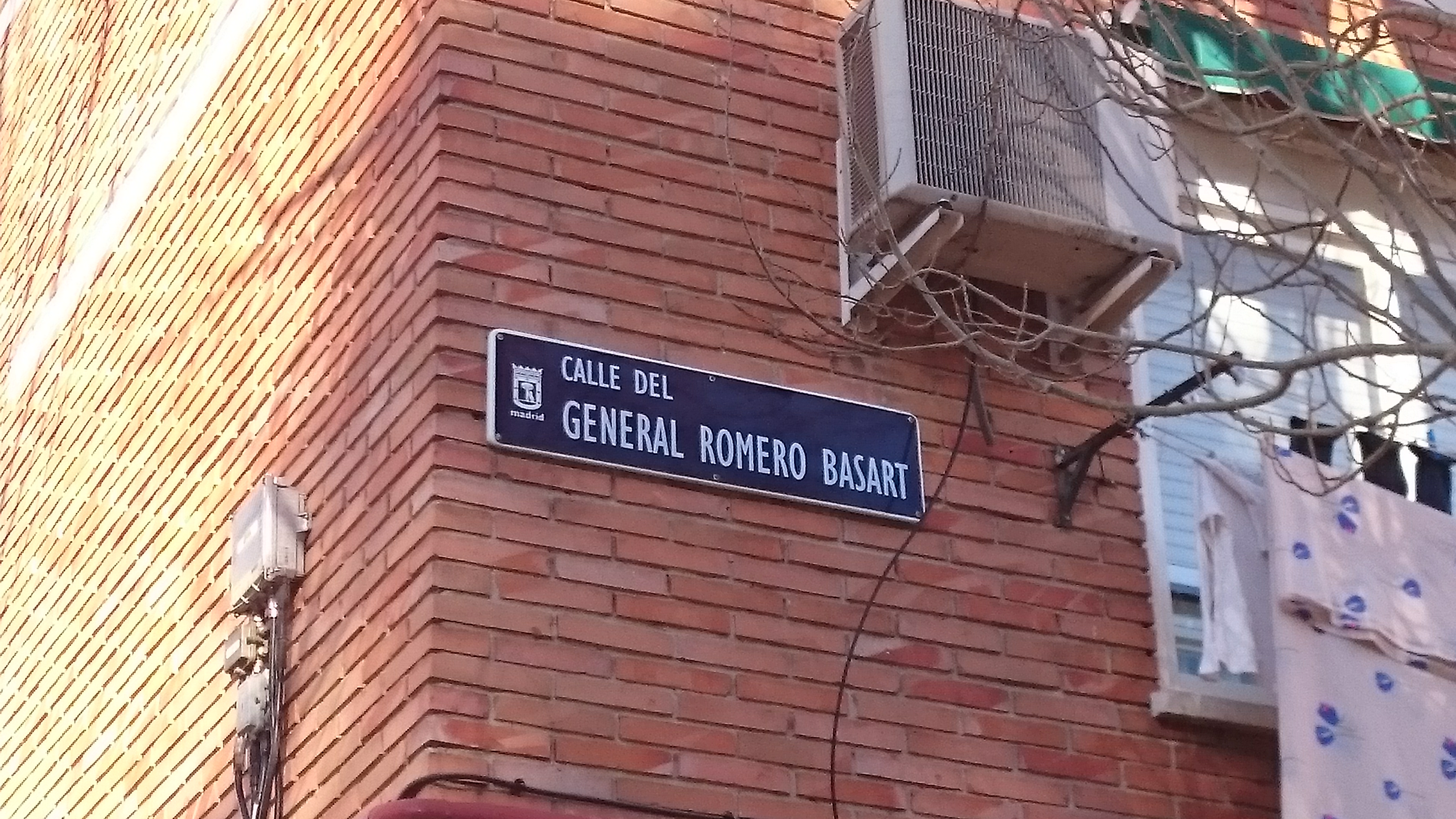
Placa de la antigua calle del General Romero Basart en Madrid, retirada en abril del 2018 por el cambio de nombre a Blas Cabrera.

Durante la Guerra Civil fue director general de Seguridad en la zona sublevada y ascendió a coronel. En enero de 1941 ascendió a general de división. En 1942 fue nombrado subdirector de la Guardia Civil, cargo que ocupó hasta enero de 1947, cuando pasó a la reserva. Falleció en Madrid el 7 de febrero de 1962. Fue enterrado en la cripta del Alcázar de Toledo.
Durante su carrera obtuvo diversas distinciones y condecoraciones, como la Laureada Colectiva del Alcázar de Toledo; grandes cruces de San Hermenegildo, María Cristina e Isabel la Católica; grandes cruces del Mérito Militar con Distintivo Rojo y Blanco; y gran cruz de la Mehdauia. En 1963 se dio su nombre a una calle en el entonces distrito de Carabanchel de Madrid, actual barrio de Las Águilas, distrito de Latina. En 2017 se aprobó en el pleno del Ayuntamiento de Madrid el cambio de denominación de la vía por la de Blas Cabrera, en cumplimiento de la Ley de Memoria Histórica.